# مارسيل كيلرمان
مارسيل كيلرمان (بالفرنسية: Marcelle Kellermann)‏ هي كاتِبة فرنسية، ولدت في 1919، وتوفيت في 6 يونيو 2015.